# Acharya Jagadish Chandra Bose Indian Botanic Garden

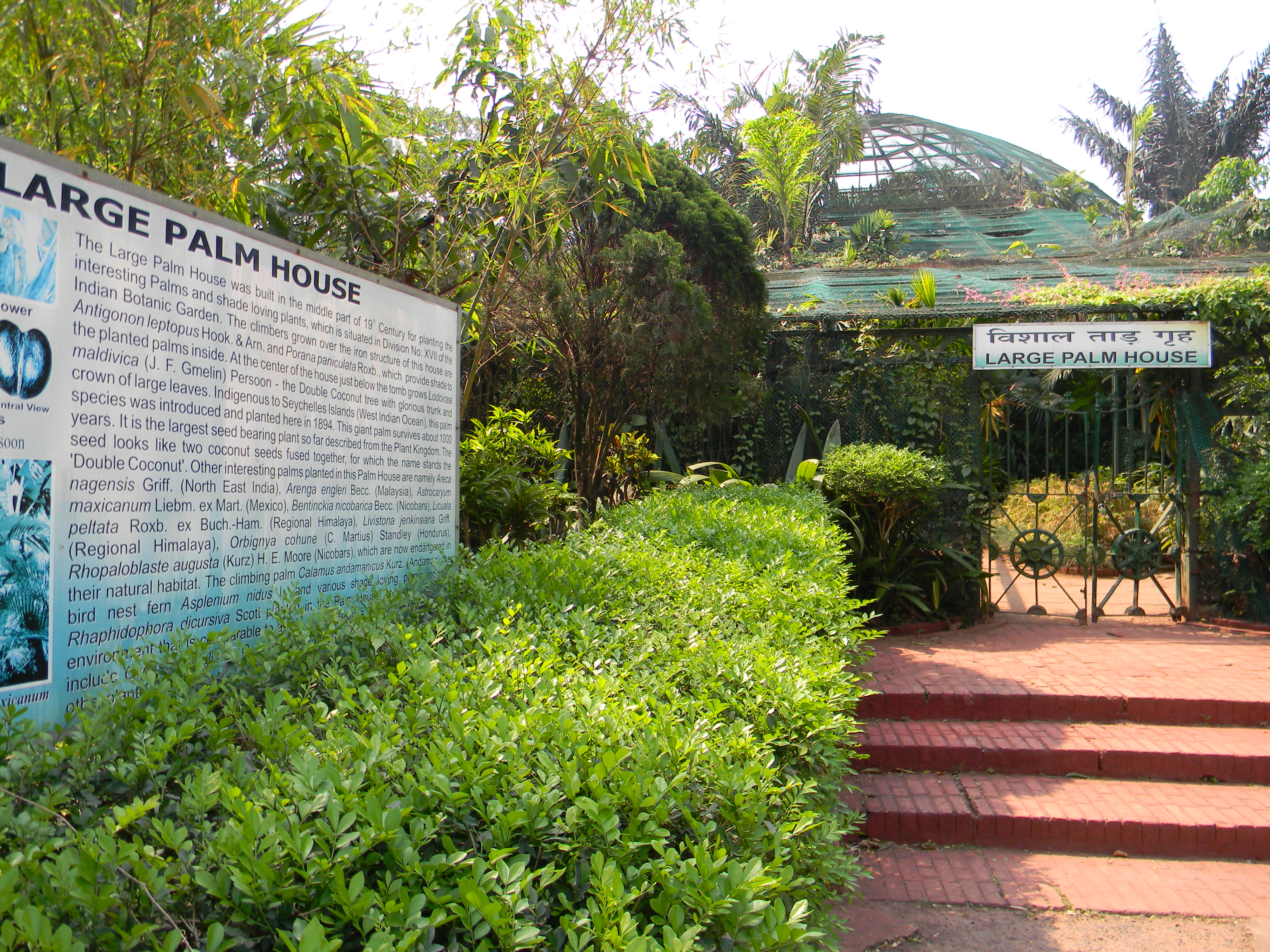
Palmenhaus (2011)

Der Acharya Jagadish Chandra Bose Indian Botanic Garden (auch als Botanischer Garten Kalkutta bekannt, bengalisch আচার্য জগদীশচন্দ্র বসু ভারতীয় উদ্ভিদ উদ্যান Ācārya Jagadīśacandra Basu Bhāratīẏa Udbhida Udyāna) ist ein Botanischer Garten in Shibpur, einem Stadtteil der indischen Millionenstadt Haora.
Der Garten wurden im Jahr 1787 angelegt. Heute gilt der lebendige Garten als einer der schönsten Landschaftsgärten des ganzen Landes mit hügeliger Landtopographie und erstaunlichen künstlichen Seen.
Der Botanische Garten wird vom Botanical Survey of India (einer Einrichtung am Ministerium für Umwelt, Forst und Klimawandel) betrieben.
Zu den Sehenswürdigkeiten zählt ein Banyan-Feigenbaum, der in der Liste markanter und alter Baumexemplare genannt ist.
Seit 2009 trägt er den Namen des bengalischen Wissenschaftlers Jagadish Chandra Bose.